# Stefano Travaglia
Stefano Travaglia (* 18. prosince 1991 Ascoli Piceno) je italský profesionální tenista. Ve své dosavadní kariéře na okruhu ATP Tour nevyhrál žádný turnaj. Na challengerech ATP a okruhu ITF získal dvacet čtyři titulů ve dvouhře a deset ve čtyřhře.
Na žebříčku ATP byl ve dvouhře nejvýše klasifikován v únoru 2021 na 60. místě a ve čtyřhře pak v červenci 2021 na 231. místě. Trénují ho Simone Vagnozzi a Davide Cassinello.
V italském daviscupovém týmu debutoval v roce 2020 cagliarským kvalifikačním kolem proti Jižní Koreji, v němž vyhrál dvouhru nad Čung Jun-songem. Italové zvítězili 4:0 na zápasy. Do listopadu 2021 v soutěži nastoupil k jedinému mezistátnímu utkáni s bilancí 1–0 ve dvouhře a 0–0 ve čtyřhře.

## Tenisová kariéra
V rámci událostí okruhu ITF debutoval v červnu 2007. Na turnaji v italském Teramu, dotovaném 10 tisící dolary, na úvod podlehl krajanu Andreovi Aloisimu. Během listopadu 2010 získal premiérový titul v této úrovni tenisu, když ve finále chilské události v Rancague přehrál Chilana Cristóbala Saavedru Corvalána. V létě 2011 spadl doma ze schodů a propadl skleněným oknem. Poškodil si tepnu v zápěstí a utržil poranění předloktí. Dva dny poté podstoupil operaci. Na okruh se vrátil po jednoleté absenci v srpnu 2012 s horší citlivostí v pravé ruce. První singlovou trofej na challengerech vybojoval na ostravském Prosperita Open 2017. Po semifinálovém vítězství nad Adamem Pavláskem, přehrál v závěrečném duelu krajana Marca Cecchinata.
Na okruhu ATP Tour debutoval římským mastersem Internazionali BNL d'Italia 2014. Organizátoři mu udělili divokou kartu do kvalifikace. V ní vyřadil Španěla Alberta Montañése i Slovince Blaže Rolu.V úvodním kole římské dvouhry podlehl Italu Simonemu Bolellimu až v tiebreaku rozhodující sady. Debut v hlavní soutěži nejvyšší grandslamové kategorie zaznamenal v mužském singlu Wimbledonu 2017 po zvládnuté tříkolové kvalifikaci, v jejíž závěrečné fázi přehrál v pěti setech Kanaďana Petera Polanského. V úvodním wimbledonském kole však nenašel recept na ruského kvalifikanta Andreje Rubljova, opět až po pětisetové bitvě. Třetí grandslamové kolo si poprvé zahrál na French Open 2020 po výhře nad Japoncem Keiem Nišikorim. Dosáhl tak první kariérní výhry v pěti sadách a ukončil 9zápasovou Nišikoriho neporazitelnost v těchto utkáních. Následně hladce podlehl pozdějšímu šampionu Rafaelu Nadalovi.
Do premiérového finále na okruhu ATP Tour postoupil ve 29 letech na Great Ocean Road Open 2021 v Melbourne Parku, turnaji dodatečně zařazeném v důsledku koronavirové pandemie. Ve finále jej zdolal třicátý šestý hráč světa a o deset let mladší krajan Jannik Sinner. Jednalo se o první ryze italské finále na túře ATP od roku 1988, kdy ve Florencii zvítězil Narducci nad Panattou. Navazující Australian Open 2021 opustil v prvním kole po vyřazení od Američana Francese Tiafoea.

## Finále na okruhu ATP Tour
| Legenda                   |
| D – dvouhra; Č – čtyřhra  |
| Grand Slam (0)            |
| Turnaj mistrů (0)         |
| ATP Tour Masters 1000 (0) |
| ATP Tour 500 (0)          |
| ATP Tour 250 (0–1 D)      |

### Dvouhra: 1 (0–1)
| Stav      | č. | datum     | turnaj               | povrch | soupeř ve finále | výsledek      |
| --------- | -- | --------- | -------------------- | ------ | ---------------- | ------------- |
| Finalista | 1. | únor 2021 | Melbourne, Austrálie | tvrdý  | Jannik Sinner    | 6–7(4–7), 4–6 |

## Tituly na challengerech ATP a okruhu ITF
| Legenda                |
| ---------------------- |
| Challengery (5 D; 1 Č) |
| ITF (19 D; 9 Č)        |

| Č.  | datum          | turnaj                           | povrch | poražený finalista          | výsledek           |
| --- | -------------- | -------------------------------- | ------ | --------------------------- | ------------------ |
| 1.  | listopadu 2010 | Rancagua, Chile                  | antuka | Cristóbal Saavedra Corvalán | 6–4, 6–1           |
| 2.  | dubna 2011     | Viña del Mar, Chile              | antuka | Guillermo Rivera Aránguiz   | 6–2, 6–4           |
| 3.  | června 2011    | Bergamo, Itálie                  | antuka | Christian Lindell           | 6–2, 6–2           |
| 4.  | října 2012     | Santiago, Chile                  | antuka | Gonzalo Lama                | 6–3, 6–2           |
| 5.  | února 2014     | Šarm aš-Šajch, Egypt             | antuka | Jason Kubler                | 6–0, 6–0           |
| 6.  | února 2014     | Šarm aš-Šajch, Egypt             | antuka | José Pereira                | 6–2, 6–4           |
| 7.  | dubna 2014     | Santa Margherita di Pula, Itálie | antuka | Oriol Roca Batalla          | 7–6(7–4), 6–3      |
| 8.  | června 2014    | Busto Arsizio, Itálie            | antuka | Roberto Marcora             | 6–2, 4–6, 6–4      |
| 9.  | září 2014      | Kartágo, Tunisko                 | antuka | Maxime Hamou                | 6–4, 4–6, 6–3      |
| 10. | září 2015      | Santa Margherita di Pula, Itálie | antuka | Filippo Leonardi            | 7–5, 6–2           |
| 11. | listopadu 2015 | Casablanca, Maroko               | antuka | Maxime Chazal               | 6–4, 6–4           |
| 12. | listopadu 2015 | Casablanca, Maroko               | antuka | André Gaspar Murta          | 6–4, 6–3           |
| 13. | září 2016      | Reggio Emilia, Itálie            | antuka | Matteo Berrettini           | bez boje           |
| 14. | září 2016      | Santa Margherita di Pula, Itálie | antuka | Nicola Ghedin               | 6–2, 6–3           |
| 15. | října 2016     | Santa Margherita di Pula, Itálie | antuka | Daniel Altmaier             | 6–4, 2–6, 6–1      |
| 16. | listopadu 2016 | Santa Margherita di Pula, Itálie | antuka | Salvatore Caruso            | 4–6, 6–2, 6–3      |
| 17. | února 2017     | Peguera, Španělsko               | antuka | Pedro Martínez              | 7–5, 6–1           |
| 18. | února 2017     | Hammámet, Tunisko                | antuka | Tomislav Brkić              | 6–7(7–9), 6–3, 6–3 |
| 19. | dubna 2017     | Madrid, Španělsko                | antuka | Yannick Maden               | 6–1, 6–2           |
| 1.  | května 2017    | Ostrava, Česko                   | antuka | Marco Cecchinato            | 6–2, 3–6, 6–4      |
| 2.  | března 2018    | Marbella, Španělsko              | antuka | Guido Andreozzi             | 6–3, 6–3           |
| 3.  | dubna 2019     | Francavilla, Itálie              | antuka | Oscar Otte                  | 6–3, 6–7(3–7), 6–3 |
| 4.  | srpna 2019     | Sopoty, Polsko                   | antuka | Filip Horanský              | 6–4, 2–6, 6–2      |
| 5.  | říjen 2021     | Sibiu, Rumunsko                  | antuka | Thanasi Kokkinakis          | 7–6(7–4), 6–2      |

### Čtyřhra (10 titulů)
| Č. | datum         | turnaj                           | povrch | spoluhráč               | poražení finalisté                                    | výsledek              |
| -- | ------------- | -------------------------------- | ------ | ----------------------- | ----------------------------------------------------- | --------------------- |
| 1. | dubna 2011    | Viña del Mar, Chile              | antuka | Renzo Olivo             | Guillermo Rivera Aránguiz Cristóbal Saavedra Corvalán | 5–7, 6–3, [10–1]      |
| 2. | srpna 2013    | Este, Itálie                     | antuka | Mate Delić              | Jorge Aguilar Guillermo Hormazábal                    | 6–0, 6–1              |
| 3. | září 2013     | Neuquén, Argentina               | antuka | Facundo Mena            | Juan Manuel Benítez Chavarriaga Juan Pablo Ficovich   | 6–7(5–7), 6–1, [10–8] |
| 4. | února 2014    | Šarm aš-Šajch, Egypt             | antuka | José Pereira            | Miljan Zekić Arsenije Zlatanović                      | 2–6, 6–3, [10–8]      |
| 5. | dubna 2014    | Santa Margherita di Pula, Itálie | antuka | Francesco Borgo         | Oriol Roca Batalla David Vega Hernández               | 6–4, 7–6(7–5)         |
| 6. | července 2014 | Modena, Itálie                   | antuka | Pietro Rondoni          | Omar Giacalone Gianluca Naso                          | 6–2, 6–4              |
| 7. | září 2014     | Kartágo, Tunisko                 | antuka | Claudio Grassi          | Sander Gillé Alexandros Jakupovic                     | 6–2, 6–3              |
| 1. | září 2014     | Meknes, Maroko                   | antuka | Hans Podlipnik-Castillo | Gerard Granollers Pujol Jordi Samper Montaña          | 6–2, 6–7(4–7), [10–7] |
| 8. | října 2015    | Santa Margherita di Pula, Itálie | antuka | Francesco Borgo         | Erik Crepaldi Daniele Pepe                            | 6–2, 7–6(7–3)         |
| 9. | ledna 2017    | Manacor, Španělsko               | antuka | Filippo Leonardi        | Andrei Ștefan Apostol Bogdan Borza                    | 6–3, 6–2              |